# Poimenesperus elseni
Poimenesperus elseni là một loài bọ cánh cứng trong họ Cerambycidae.